# Ventenac d'Aude
Ventenac Riba d'Aude (en francès Ventenac-en-Minervois) és un municipi francès situat al departament de l'Aude i a la regió d'Occitània.